# 3:10 till Yuma (film, 1957)
För filmen från 2007, se 3:10 to Yuma (film, 2007)
3:10 till Yuma (engelska: 3:10 to Yuma) är en amerikansk westernfilm från 1957 i regi av Delmer Daves. Filmen är baserad på Elmore Leonards novell Three-Ten to Yuma från 1953. I huvudrollerna ses Glenn Ford och Van Heflin.
År 2012 valdes filmen ut för att bevaras i National Film Registry av USA:s kongressbibliotek då den anses vara ”kulturellt, historiskt eller estetiskt betydelsefull”.

## Rollista i urval
- Glenn Ford – Ben Wade
- Van Heflin – Dan Evans
- Felicia Farr – Emmy
- Leora Dana – Alice Evans
- Robert Emhardt – Mr. Butterfield
- Ford Rainey – Marshal of Bisbee
- Henry Jones – Alex Potter
- Richard Jaeckel – Charlie Prince
- George Mitchell – Mac
- Robert Ellenstein – Ernie Collins
- Woodrow Chambliss – smed (ej krediterad)